# チオキサンテン
チオキサンテン(Thioxanthene)は、キサンテン中の酸素原子が硫黄原子に置換した化合物である。フェノチアジンとも関連する。誘導体のいくつかは、統合失調症やその他の精神病の治療のための定型抗精神病薬として用いられる。

## 誘導体
抗精神病薬として臨床で用いられる誘導体には、以下のようなものがある。
- クロルプロチキセン
- クロペンチキソール
- フルペンチキソール
- チオチキセン
- ズクロペンチキソール

これらの薬剤の薬効は、脳のドーパミン受容体D2に拮抗する能力によるが、副作用的にセロトニン受容体、アドレナリン受容体、ヒスタミン受容体にも作用する。
分類としてのチオキサンテン類は、フェノチアジンと化学的に非常に近い。主な構造の違いは、フェノチアジンの10位の窒素原子が側鎖への二重結合を持つ炭素原子に置換されている点である。